# Energía solar en Alabama

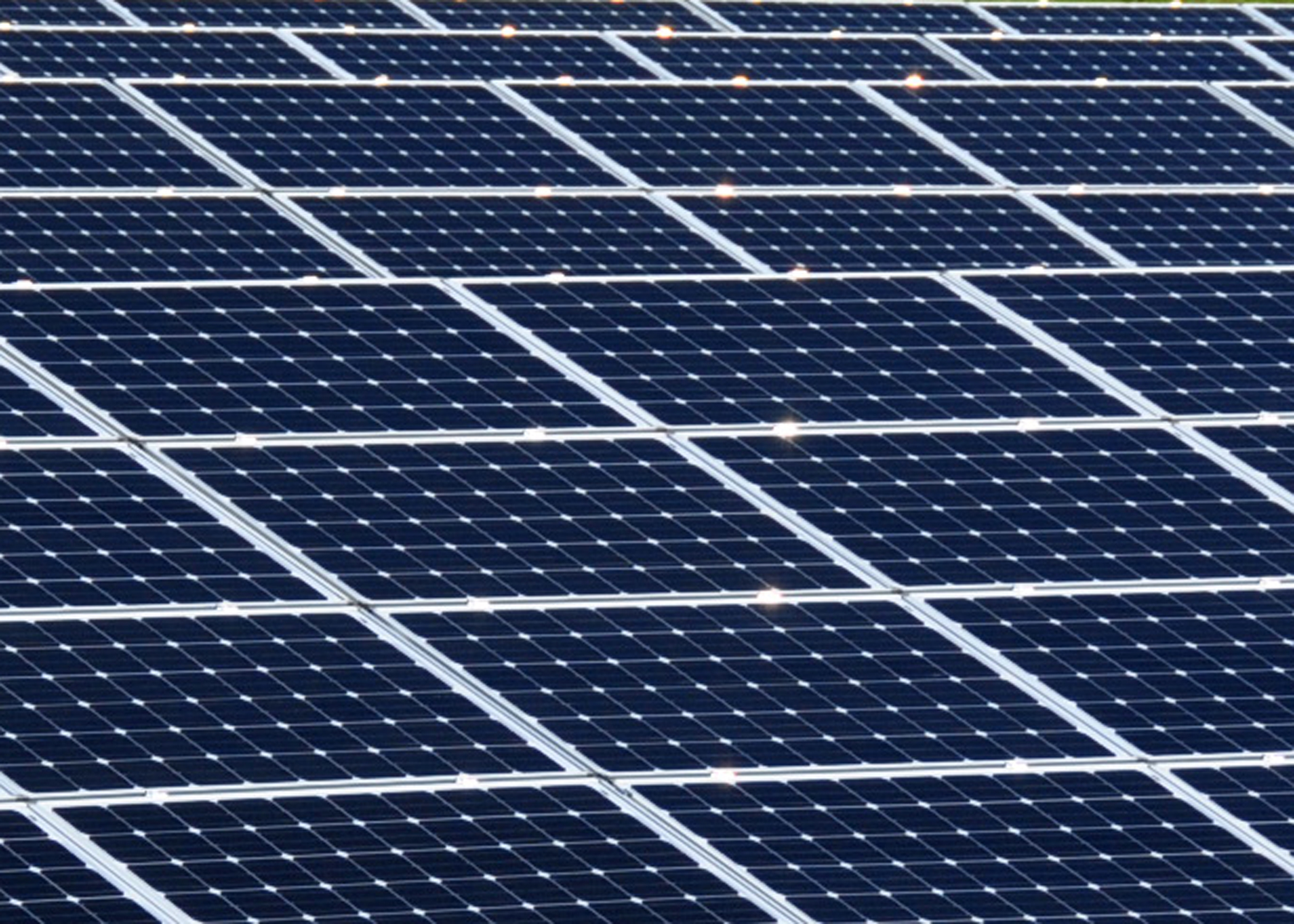
Paneles solares

En teoría, la energía solar en los tejados de Alabama podría proporcionar el 29,8% de toda la electricidad utilizada en Alabama, con 20.400 MW de paneles solares potencialmente instalados en los tejados. 
Alabama ocupó el puesto 50 entre los estados de EE. UU. en energía solar en 2020 y el 35 en el primer trimestre de 2021, con el 0,027% de la energía del estado generada por energía solar. 

## Medición neta
La ley federal exige ofrecer medición neta, pero Alabama es uno de los cuatro estados que no ha adoptado una política estatal sobre medición neta, lo que significa que debe negociarse con la empresa de servicios públicos.  Las mejores prácticas del IREC, basadas en la experiencia, recomiendan no limitar la medición neta, individual o agregada, y la renovación perpetua de los créditos de kWh. 
Alabama Power ha instalado cuatro tipos de paneles solares en Birmingham que se pueden controlar a través de Internet.  La empresa pagará hasta 4,81¢/kWh durante el verano y 3,93¢/kWh en invierno por el exceso de generación de hasta 100 Sistemas de kW.  Las tarifas máximas de energía son entre semana, de 13:00 a 19:00 horas en verano y de 5 a 9:00 horas en invierno.  Los clientes que eligen la tarifa Time Advantage Energy pagan 7¢/kWh durante los períodos pico de invierno y 25¢/kWh durante los períodos pico de verano. Fuera de las horas pico se cobra 5¢/kWh. El uso de la ventaja de tiempo requiere un medidor de tiempo de uso y el cargo base aumenta en $10.50 cada mes. 

## Proyectos de energía solar
En 2010, uno de los paneles solares más grandes de Alabama fue el 25 Sistema de kW instalado en el Centro de Respuesta Costera, en Coden, Alabama.   Se utilizó una subvención de estímulo económico de 250.000 dólares para instalar 156 paneles solares en el Museo de Historia Natural de Anniston, que se completó el 24 de agosto de 2011.  La salida de este 25.2 El sistema de kW también se puede monitorear en línea. 
River Bend Solar, terminado en 2016, aporta 75 MW de capacidad a la red eléctrica de TVA y reduce las emisiones de carbono en 100.000 toneladas al año.  
LaFayette Solar Farm en LaFayette, terminada en 2019, suministra 79,2 MW a Walmart.   
En 2021, Covington Electric Cooperative, que está construyendo un panel solar de 100 kW, será la única cooperativa eléctrica rural en Alabama con un programa solar comunitario. 

## Fabricación de paneles solares
En 2019, LG Electronics abrió una planta de fabricación de paneles solares en Huntsville.  

## Estadísticas
| Año  | Capacity | Installed | % Change |
| ---- | -------- | --------- | -------- |
| 2009 | 0.2      | 0.1       | 100%     |
| 2010 | 0.4      | 0.2       | 100%     |
| 2011 | 0.5      | 0.1       | 20%      |
| 2012 | 1.1      | 0.6       | 120%     |
| 2013 | 1.9      | 0.8       | 73%      |
| 2014 | 1.9      | 0         | 0%       |
| 2015 | 2        | 0.1       | 5%       |
| 2016 | 105      | 103       | 5,150%   |
| 2017 | 215      | 110       | 105%     |
| 2018 | 263      | 48        | 22%      |
| 2019 | 283      | 20        | 7.6%     |
| 2020 | 283.1    | 0.1       | 0.03%    |
| 2021 | 577.9    | 294.8     | %        |
| 2022 | 578      | 0.1       | %        |

| Year | Total | Jan | Feb | Mar | Apr | May | Jun | Jul | Aug | Sep | Oct | Nov | Dec |
| ---- | ----- | --- | --- | --- | --- | --- | --- | --- | --- | --- | --- | --- | --- |
| 2016 | 41    | 0   | 0   | 0   | 0   | 0   | 0   | 0   | 0   | 0   | 11  | 13  | 7   |
| 2017 | 179   | 7   | 8   | 13  | 16  | 19  | 20  | 19  | 18  | 17  | 16  | 10  | 16  |
| 2018 | 357   | 20  | 17  | 32  | 37  | 39  | 40  | 39  | 37  | 33  | 30  | 17  | 16  |
| 2019 | 386   | 19  | 18  | 34  | 40  | 46  | 41  | 43  | 39  | 40  | 25  | 24  | 17  |
| 2020 | 371   | 18  | 21  | 26  | 40  | 44  | 41  | 41  | 38  | 30  | 28  | 23  | 21  |
| 2021 | 276   | 19  | 20  | 32  | 44  | 46  | 38  | 39  | 38  |     |     |     |     |